# 催醒药
催醒药（analeptic）或催醒剂，又称回苏药、苏醒药，一般是指呼吸兴奋药（respiratory stimulant），属于一种中枢神经系统兴奋剂（如：多沙普仑），含盖了治疗抑郁症，注意缺陷多动障碍（ADHD）和呼吸抑制的多种药物。催醒药也可用作惊厥药，低剂量会使患者自觉增强，激越和呼吸急促。